# Псуњски партизански одред
Псуњски народноослободилачки партизански (НОП) одред је био партизанска јединица у саставу Народноослободилачке војске и партизанских одреда Југославије током Другог светског рата у Југославији. Био је прва организована партизанска формација на подручју Западне Славоније.

## Историјат
Формиран је 4. октобра 1941. као НОП Одред "Матија Губец" на тромеђи котара Пакрац, Дарувар и Гарешница. У почетку је називан и Трокутском групом, по Трокуту (предео између друмова Банова Јаруга—Пакрац, Пакрац—Окучани, Окучани—Банова Јаруга) у којем је деловао. Имао је у почетку свега 7 бораца. У близини Окучана формирана је 11. октобра 1941. партизанска група од 6 бораца; она се у новембру спојила са Одредом "Матија Губец" који се отада назива и Псуњским НОП одредом. Одред је до средине децембра 1941. нападао мање усташко-домобранске групе и упоришта, и вршио диверзантске акције на подручју Псуња и Трокута. Тако је 10. новембра у селу Бучју (20 км источно од Пакраца) спалио општинску архиву; 13. новембра порушио је железничку пругу Београд—Загреб код Окучана, и оштетио локомотиву и 17 вагона; 16/17. новембра у селу Гај (1 км источно од Банове Јаруге) запленио 12 пушака, 6 пиштоља и запалио општинску архиву. Крајем новембра напао је жандармеријску станицу у Бучком Каменском и стражу код каменолома у Сирачу; 12/13. децембра порушио је железничку пругу Београд—Загреб западно од Новске, а 13. децембра разоружао сеоску стражу у селу Брезине и на жеелезничком мосту преко Бијеле (на прузи Банова Јаруга—Пакрац). Одред је 24. децембра 1941. ушао у састав Славонског партизанског батаљона као његова 1. чета. Тада је имао 85 бораца.